# In Our Time (verhalenbundel)
In Our Time (1925) is de eerste verzameling van korte verhalen geschreven door Ernest Hemingway, gepubliceerd door Boni & Liveright in New York. Een eerdere editie met dezelfde titel zonder hoofdletters was in 1924 in Parijs gepubliceerd.

## Inhoud
1. Indian Camp
2. The Doctor and the Doctor's Wife
3. The End of Something
4. The Three Day Blow
5. The Battler
6. A Very Short Story
7. Soldier's Home
8. The Revolutionist
9. Mr. and Mrs. Elliot
10. Cat in the Rain
11. Out of Season
12. Cross Country Snow
13. My Old Man
14. Big Two-Hearted River, Part I
15. Big Two-Hearted River, Part II

L'Envoi